# Mutare
Mutare (ancienne Umtali de Rhodésie du sud) est une ville de l'est du Zimbabwe située dans la province du Manicaland.
Quatrième plus grande ville du Zimbabwe, Mutare compte plus de 200 000 habitants.
La ville changea de nom en 1982, deux ans après l'indépendance du Zimbabwe, pour prendre le nom de Mutare qui signifie « pièce de métal ».

## Géographie
La ville, située au nord de la chaine des montagnes de Bvumba et au sud de la vallée d'Imbeza. Distante de 8 km de la frontière du Mozambique et de 290 km du port de Beira, elle est la porte d'entrée zimbabwéenne vers la mer.

## Histoire

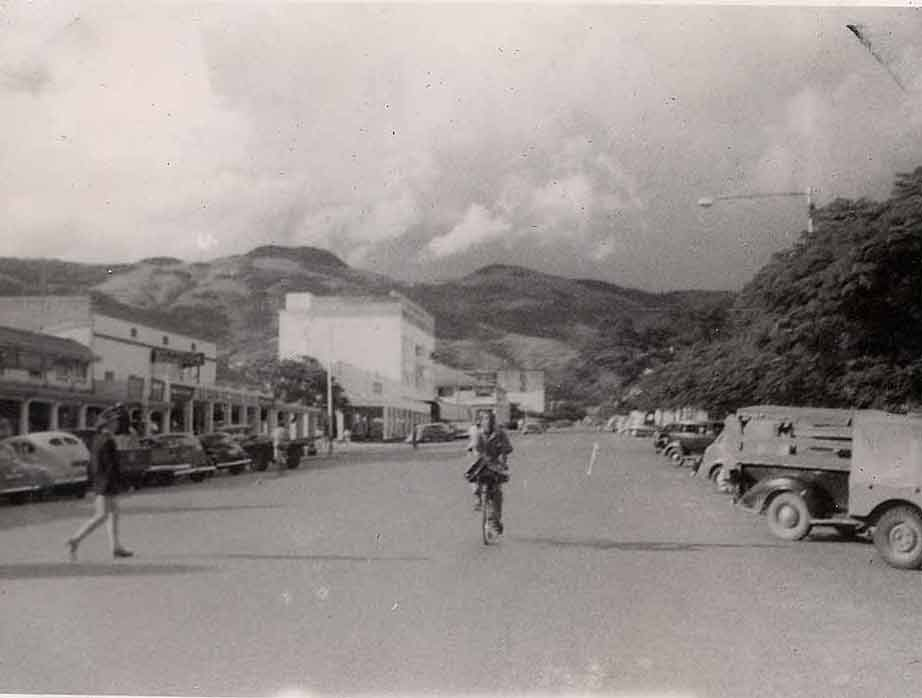
la ville (Umtali) en 1952.

La ville fut bâtie sur le site autrefois kraal du chef Mutare. En 1890, A.R. Coquhoun avait obtenu la concession de la zone et Fort Umtali fut ainsi fondé au bord des rivières Tsambe et Mutare.
En 1891, Fort Umtali fut déplacé de 14 km. En 1896, la construction du chemin de fer entre Beira (Mozambique) et Bulawayo eut pour conséquence de déplacer une troisième fois le site de Fort Umtali à son emplacement actuel pour être au plus proche de la ligne ferroviaire.
En 1914, Fort Umtali devient une ville et en 1971 elle prit le statut de municipalité.
En 1982, elle fut débaptisée pour prendre le nom de Mutare.

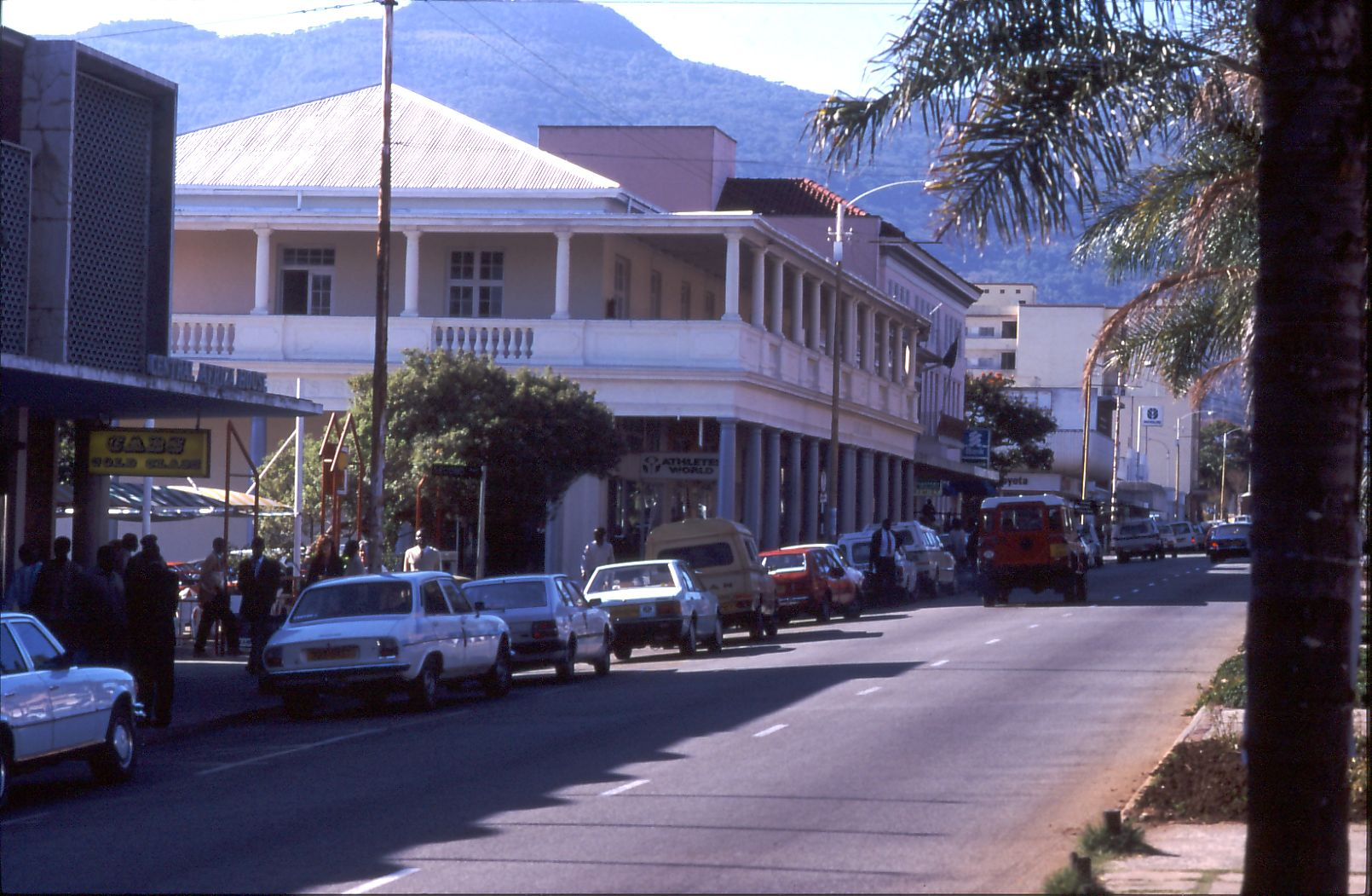
La ville (Mutare) en 1997.

## Population et économie
La population est majoritairement de l'ethnie shona. En 1982, Mutare comptait 70 000 habitants.
L'économie repose sur le citron, les mines et l'agriculture.
Deux des plus grands producteurs de nourritures du pays ont leur quartier général à Mutare.
La ville souffre de la pandémie du Sida et de la pauvreté considérablement accrue depuis les réformes agraires de Robert Mugabe au début des années 2000.

## Enseignement supérieur

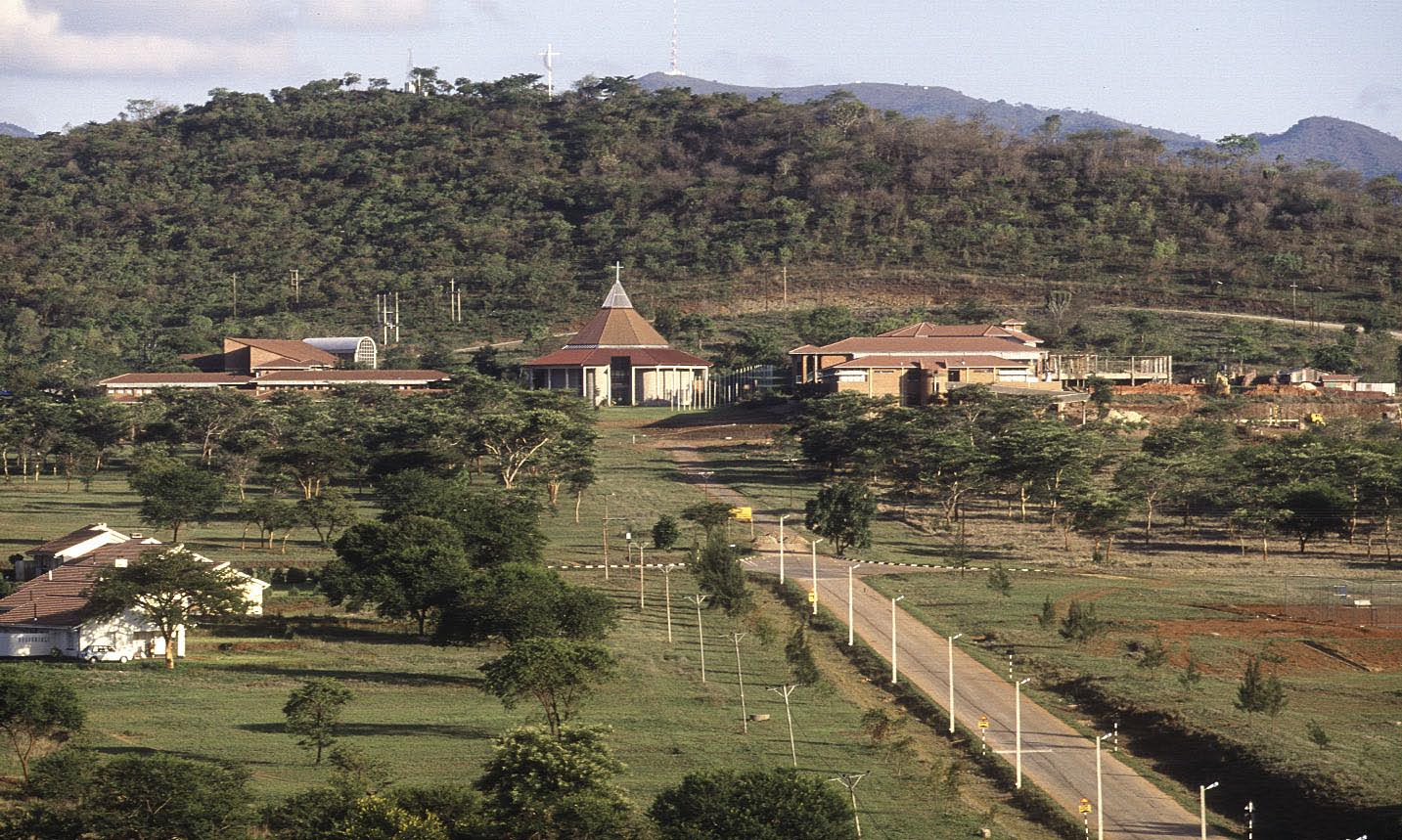
L'université d'Afrique.

L’Université d'Afrique a été fondée en 1988.

## Lieux de culte
Parmi les lieux de culte, il y a principalement des églises et des temples chrétiens : Assemblées de Dieu, Baptist Convention of Zimbabwe (Alliance baptiste mondiale), Reformed Church in Zimbabwe, Church of the Province of Central Africa (Communion anglicane), Archidiocèse de Harare (Église catholique) .

## Transports
Mutare est une nœud ferroviaire important au Zimbabwe, car elle est traversée par le Chemin de fer Beira-Bulawayo, ce qui lui permet de se connecter aux villes de Harare (nord) et Beira (sud).

## Culture locale et patrimoine

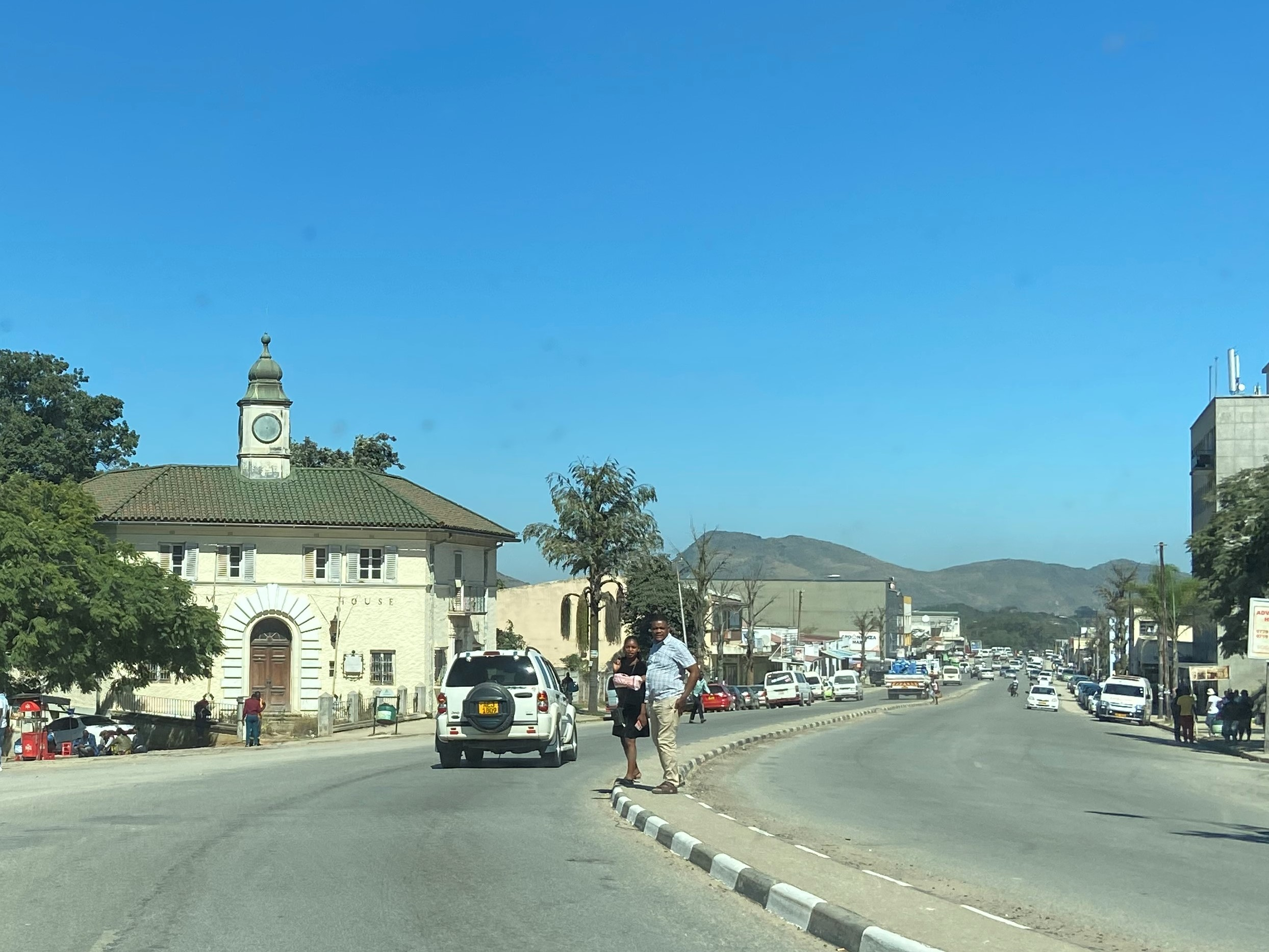
La maison des douanes sur Herbert Chitepo street à Mutare.

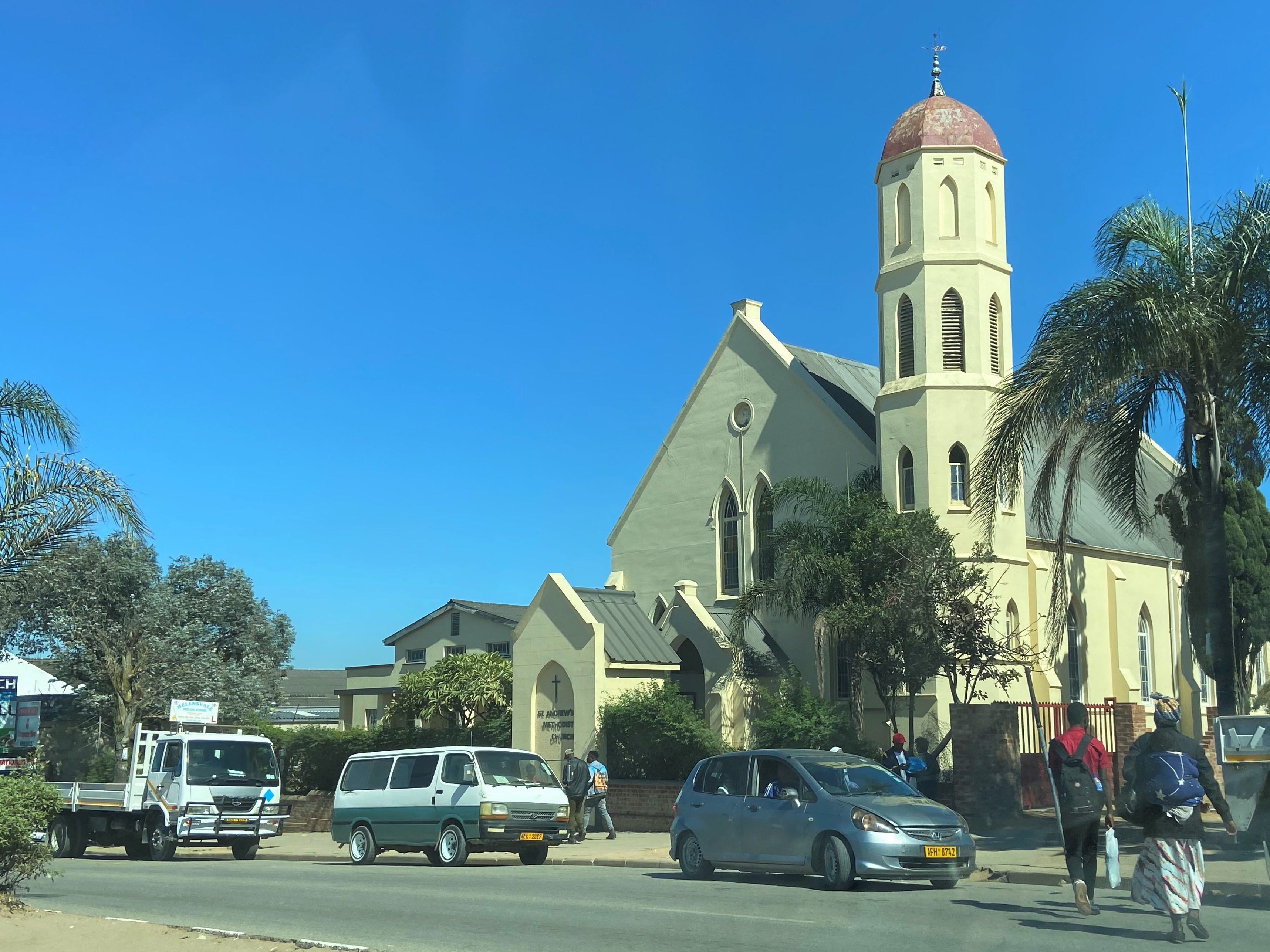
L'église méthodiste St Andrews sur Herbert Chitepo street à Mutare.

### Personnalités liées à la ville
- Olive Coates Palgrave (1889-1903), illustratrice botanique.
- Herbert Chitepo (1923 – 1975), avocat, homme politique et chef militaire de guérilla zimbabwéen.
- Morgan Tsvangirai (1952 - 2018), homme politique, ex-premier ministre.
- Chiwoniso Maraire (1976 –2013), musicien et chanteuse.
- Onismor Bhasera (1986),footballeur.
- Willard Katsande (1986), footballeur.